# Supercoppa Sammarinese
La Supercoppa Sammarinese è una competizione calcistica nella Repubblica di San Marino organizzata dalla Federazione Sammarinese Giuoco Calcio che vede affrontarsi annualmente i vincitori del Campionato Sammarinese e della Coppa Titano, la coppa nazionale.
È diretta erede del Trofeo Federale, competizione che dal 1986 al 2011 si disputava tra quattro squadre, le finaliste dei play-off del Campionato Sammarinese e della Coppa Titano, ad eliminazione diretta.

## Albo d'oro

### Trofeo Federale
- 1986  La Fiorita
- 1987  La Fiorita
- 1988  Virtus
- 1989  Libertas
- 1990  Domagnano
- 1991  Tre Fiori
- 1992  Libertas
- 1993  Tre Fiori
- 1994  Faetano
- 1995  Cosmos
- 1996  Libertas
- 1997  Folgore
- 1998  Cosmos

- 1999  Cosmos
- 2000  Folgore
- 2001  Domagnano
- 2002  Cailungo
- 2003  Pennarossa
- 2004  Domagnano
- 2005  Tre Penne
- 2006  Murata
- 2007  La Fiorita
- 2008  Murata
- 2009  Murata
- 2010  Tre Fiori
- 2011  Tre Fiori

### Supercoppa Sammarinese
| Edizione | Vincitore (volta)                                                                                             | Data | Campione Sammarinese                                                                                          | Vincitore della Coppa Titano                                                                                  | Risultato | Sede | |
| -------- | --- | --- | --- | --- | --- | --- | --- |
| 2012     | La Fiorita (4)                                                                                                | 3 ottobre 2012                                                                                                | Tre Penne | La Fiorita | 0-1 | Fiorentino, Stadio Federico Crescentini                                                                       | |
| 2013     | Tre Penne (2)                                                                                                 | 31 agosto 2013                                                                                                | Tre Penne | La Fiorita | 2-1 | Fiorentino, Stadio Federico Crescentini                                                                       | |
| 2014     | Libertas (4)                                                                                                  | 17 settembre 2014                                                                                             | La Fiorita | Libertas | (3-3) 7-8 (dtr)                                                                                               | Fiorentino, Stadio Federico Crescentini                                                                       | |
| 2015     | Folgore (3)                                                                                                   | 28 ottobre 2015                                                                                               | Folgore | Murata | 2-0 | Fiorentino, Stadio Federico Crescentini                                                                       | |
| 2016     | Tre Penne (3)                                                                                                 | 21 settembre 2016                                                                                             | Tre Penne | La Fiorita | 2-1 | Fiorentino, Stadio Federico Crescentini                                                                       | |
| 2017     | Tre Penne (4)                                                                                                 | 20 settembre 2017                                                                                             | La Fiorita | Tre Penne | 0-4 | Fiorentino, Stadio Federico Crescentini                                                                       | |
| 2018     | La Fiorita (5)                                                                                                | 15 settembre 2018                                                                                             | Tre Penne | La Fiorita | 0-1 | Fiorentino, Stadio Federico Crescentini                                                                       | |
| 2019     | Tre Fiori (5)                                                                                                 | 14 settembre 2019                                                                                             | Tre Penne | Tre Fiori | 1-2 | Acquaviva, Stadio di Acquaviva                                                                                | |
| 2020     | Non disputata a causa della non assegnazione della Coppa Titano 2019-2020, per via della pandemia di COVID-19 | Non disputata a causa della non assegnazione della Coppa Titano 2019-2020, per via della pandemia di COVID-19 | Non disputata a causa della non assegnazione della Coppa Titano 2019-2020, per via della pandemia di COVID-19 | Non disputata a causa della non assegnazione della Coppa Titano 2019-2020, per via della pandemia di COVID-19 | Non disputata a causa della non assegnazione della Coppa Titano 2019-2020, per via della pandemia di COVID-19 | Non disputata a causa della non assegnazione della Coppa Titano 2019-2020, per via della pandemia di COVID-19 | Non disputata a causa della non assegnazione della Coppa Titano 2019-2020, per via della pandemia di COVID-19 |
| 2021     | La Fiorita (6)                                                                                                | 11 settembre 2021                                                                                             | Folgore | La Fiorita | 2-3 | Acquaviva, Stadio di Acquaviva                                                                                | |
| 2022     | Tre Fiori (6)                                                                                                 | 30 agosto 2022                                                                                                | La Fiorita | Tre Fiori | 1-2 (dts) | Acquaviva, Stadio di Acquaviva                                                                                | |
| 2023     | Virtus (2) | 1º settembre 2023                                                                                             | Tre Penne | Virtus | 0-2 | Serravalle, San Marino Stadium                                                                                | |
| 2024     | Virtus (3) | 28 agosto 2024                                                                                                | Virtus | La Fiorita | 1-0 | Serravalle, San Marino Stadium                                                                                | |

## Statistiche di club

### Vittorie
Statistiche aggiornate all'edizione del 2023.
| Squadra        | Vittorie | Edizioni vinte                     | Secondi posti                                  |
| -------------- | -------- | ---------------------------------- | ---------------------------------------------- |
| La Fiorita     | 6        | 1986, 1987, 2007, 2012, 2018, 2021 | 1996, 1997, 2013, 2014, 2016, 2017, 2022, 2024 |
| Tre Fiori      | 6        | 1991, 1993, 2010, 2011, 2019, 2022 | 1988, 1992, 1995, 1998, 2001, 2007             |
| Tre Penne      | 4        | 2005, 2013, 2016, 2017             | 2000, 2010, 2012, 2018, 2019, 2023             |
| Libertas       | 4        | 1989, 1992, 1996, 2014             | 1987, 2006                                     |
| Virtus         | 3        | 1988, 2023, 2024                   | 2003, 2004                                     |
| Domagnano      | 3        | 1990, 2001, 2004                   | 1989, 2009                                     |
| Cosmos         | 3        | 1995, 1998, 1999                   | –                                              |
| Murata         | 3        | 2006, 2008, 2009                   | 2015                                           |
| Folgore        | 3        | 1997, 2000, 2015                   | 1994, 2021                                     |
| Faetano        | 1        | 1994                               | 1986, 1993, 1999, 2008                         |
| Cailungo       | 1        | 2002                               | –                                              |
| Pennarossa     | 1        | 2003                               | 2002, 2005                                     |
| Juvenes/Dogana | 0        | –                                  | 2011                                           |
| Juvenes        | 0        | –                                  | 1990, 1991                                     |

### Vittorie per titolo di provenienza
Statistiche aggiornate all'edizione del 2024.
| Titolo di provenienza        | Vincitori |
| ---------------------------- | --------- |
| Campioni di San Marino       | 4         |
| Detentori della Coppa Titano | 8         |
| Finalisti di Coppa Titano    | 0         |

### Partecipazioni per titolo di provenienza
Statistiche aggiornate all'edizione del 2023.
| Titolo di provenienza        | Partecipanti |
| ---------------------------- | ------------ |
| Campioni di San Marino       | 11           |
| Detentori della Coppa Titano | 10           |
| Finalisti di Coppa Titano    | 1            |